# 이스마일 하즈올루
이스마일 하즈올루(튀르키예어: İsmail Hacıoğlu, 1985년 11월 30일~)는 튀르키예의 배우이다.

## 개인사
아버지인 메흐메트 하즈올루는 축구 선수로 활동했으며 누나인 카르델렌 하즈올루 또한 배우로 활동하고 있다.

## 작품 목록

### 영화
- 아일라 (2017년): 쉴레이만 역